# Jan Zázvorka mladší
Jan Zázvorka (2. května 1914 Praha – 14. října 1991 Praha) byl český televizní a filmový architekt a scénograf.

## Život a působení
Narodil se v rodině architekta Jana Zázvorky staršího (1884–1963), mj. autora Památníku národního osvobození na pražském Vítkově. Jeho mladší sestrou byla herečka Stella Zázvorková (1922–2005). Po maturitě studoval architekturu a stavitelství na pražském ČVUT a již jako student si přivydělával jako malíř pozadí a asistent filmových architektů v barrandovských ateliérech, kde pak od roku 1936 pracoval jako samostatný filmový architekt (nejprve na stavbách pro film Vojnarka). Ve Filmovém studiu Barrandov pak pracoval od roku 1945 až do roku 1985. Byl jedním z nejzaměstnávanějších filmových architektů, vytvořil scény pro více než 130 filmů.
K režisérům, s nimiž spolupracoval, patřili např. Vladimír Borský, Karel Lamač, Miroslav Cikán, Martin Frič, Otakar Vávra, František Čáp, Vladimír Slavínský, Václav Krška, Vladimír Čech, Jiří Krejčík, Miroslav Hubáček, Bořivoj Zeman, Karel Steklý, Karel Kachyňa, Oldřich Lipský, Jindřich Polák, František Filip, Vojtěch Jasný, Josef Mach, Vladimír Sís.
Pro Československou televizi pracoval na více než dvaceti inscenacích (např. adaptace románu Tajemství Viléma Storitze nebo televizní filmy Odcházeti s podzimem, Ikarův pád, Nezralé maliny) a na několika seriálech (F. L. Věk, Byl jednou jeden dům, Chalupáři, Dnes v jednom domě, Dobrá Voda, Rozpaky kuchaře Svatopluka).
Od roku 1946 působil Jan Zázvorka jako pedagog na FAMU, od roku 1948 jako řádný profesor. Za svou činnost získal několik ocenění a také titul zasloužilého umělce (1969).
Jeho syn Jan Zázvorka (1958–2024) byl rovněž filmovým architektem.

#### Výběr z filmové tvorby:
- Vojnarka (1936)
- Maskovaná milenka (1940)
- Noční motýl (1941)
- Muži nestárnou (1942)
- Řeka čaruje (1945)
- Nezbedný bakalář (1946)
- Předtucha (1947)
- Krakatit (1948)
- Rodinné trampoty oficiála Tříšky (1949)
- Divá Bára (1949)
- Císařův pekař – Pekařův císař (1951)
- Kavárna na hlavní třídě (1953)
- Byl jednou jeden král... (1954)
- Florenc 13.30 (1957)
- Sny na neděli (1959)
- Práče (1960)
- Muž z prvního století (1961)
- Kde alibi nestačí (1961)
- Ikarie XB 1 (1963)
- Čintamani & podvodník (1964)
- Dýmky (1966)
- Lidé z maringotek (1966)
- Přísně tajné premiéry (1967)
- Jarní vody (1968)
- Utrpení mladého Boháčka (1969)
- Odvážná slečna (1969)
- Muž, který rozdával smích (1970)
- Tajemství hradu v Karpatech (1981)
- Sen noci ... (1985)